# Haakon van Zweden
Haakon de Rode (ca. 1040 - ?) was volgens oude Scandinavische legenden tussen 1070 en 1079 een Zweedse koning.
Daar de informatie over Haakon uit poëzie stamt, is het historische waarheidsgehalte omstreden.
Sommige bronnen geven aan dat Haakon omstreeks 1070 de koningsmacht van Halsten overnam omdat deze weigerde voor de heidense goden te offeren. Sommige historici vermoeden dat de machtswissel op Halstens dood volgde en dat het eigenlijk Inge (I) Stenkilsson was die niet wilde offeren. Mogelijkerwijs hadden de Svear (de Zweedse bevolking) bij aanvang van de jaren zeventig van de 11e eeuw een andere koning, Anund Gårdske. Er wordt vermoed dat Zweden in deze tijd verdeeld was in een rijk van heidense Svear onder leiding van Anund Gårdske, de christelijke Svear met Haakon als koning en het christelijke Västergötland onder leiding van Inge I (of Halsten). Er zijn ook vertellingen die beweren dat alleen Haakon en Anund kanditaten voor de koningstroon waren en dat Inge (I) alleen door de gelovige christenen in Västergötland ondersteund werd. Al deze onzekerheden verduidelijken dat Zweden in deze tijd nog geen homogene maatschappij was.
Menige bron houdt staande dat Haakon een stiefzoon van Stenkil Ragnvaldsson was en daarmee een halfbroer van Halsten en Inge de Oudere. Haakon zou met de weduwe van de heidense stamhoofd Erik Hedningen getrouwd zijn. Een van de weinige zekere bronnen die er over Haakon zijn, is een beschadigde runensteen uit Hovgården op het eiland Adelsö in het Mälarmeer. Op deze steen staat:

„Tyd du runorna! Rätt lät rista dem Tolir, bryte, i Roden, åt konungen. Tolir och Gylla läto rista, båda makarna efter sig till en minnesvård, Håkon bjöd rista.” 

(Vrij vertaald)

(Leest u de rune! Laat Tolir nu rusten, de rode slaaf van de koningen. Tolir en Gylla, de twee gehuwden, om te blijven gedenken, Haakon vond het goed.)

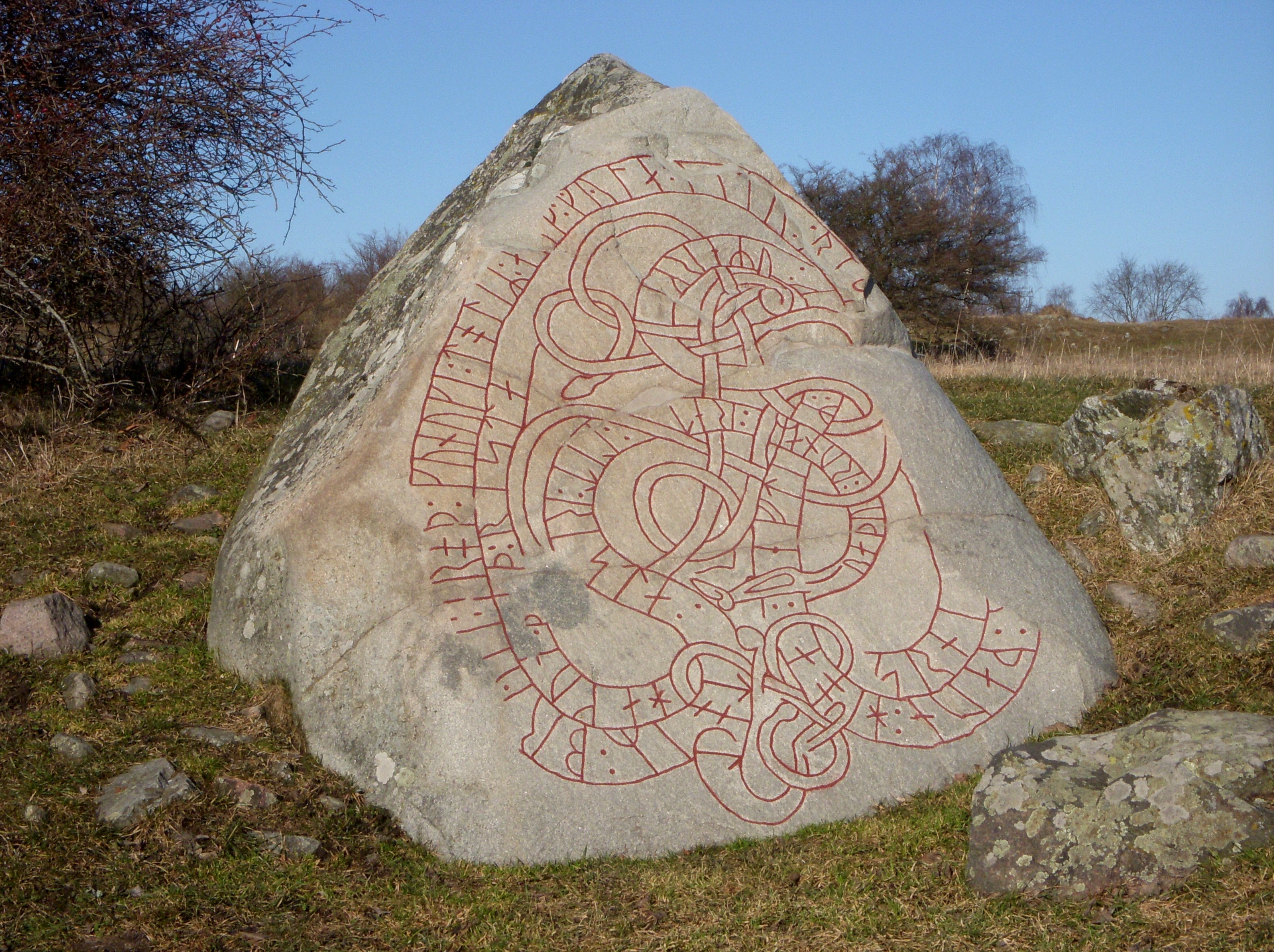
runensteen U 11, Adelsö in het Mälarmeer
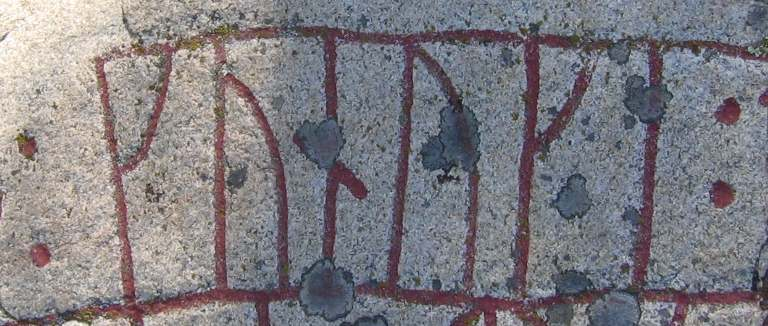
op runensteen U 11: kunungi = koning

Dit was de eerste keer dat het woord koning in Zweden gedocumenteerd werd.